# 哈拿
哈拿(新教)、亞納(天主教)（希伯來語：‎ Ḥannāh）是希伯来圣经撒母耳记中记载的一个人物，她是以利加拿的一个妻子，撒母耳的母亲。这个名字在希伯来语中有很多含义，例如解释为美丽或激情。
根据圣经的记载，哈拿是利未支派的以利加拿的2个妻子中的一个，另一个妻子名叫毗尼拿。毗尼拿有孩子，而哈拿却一直没有子女。不过，丈夫以利加拿偏爱哈拿。每年以利加拿到示罗的圣殿献祭，给哈拿的祭肉是毗尼拿的双倍。一天，哈拿前往圣殿，在那里静默祷告，祭司以利坐在圣殿门框旁边自己的座位上。哈拿在祷告中允诺，如果耶和华赐给她一个儿子，就将这个儿子奉献给神，作殿里的祭司，作拿细耳人。 
以利以为她喝醉了，上前询问，当她解释说她是在恳切祷告时，以利要她回家，并且告诉她，她的心愿将得到应验。这一夜，她和丈夫回家，两人同房，她就怀了孕。当孩子撒母耳断奶后，她便如约将孩子带到圣殿，献身在那里成为一名拿细耳人，并且献上一首《哈拿颂》。后来，哈拿每年为撒母耳做一件小外袍，在献祭的时候带来，以利就再次祝福哈拿，哈拿生了3个儿子和2个女儿。（不清楚是否包括撒母耳在内，见撒母耳记上2:21）